# Josef Červenka
Josef Červenka (12. listopadu 1932 – 13. května 1989) byl český římskokatolický duchovní, okrskový vikář českolipského vikariátu a funkcionář SKD PiT v severních Čechách.

## Život
Narodil se v roce 1932. Po studiích bohosloví byl 29. června 1955 vysvěcen na kněze pro Litoměřickou diecézi a působil ve farnostech v západních Čechách (hranice diecézí byly tehdy poněkud jiné, než dnes). Od roku 1958 působil jako administrátor farnosti Jestřebí.
Byl členem Sdružení katolických duchovních Pacem in terris. V rámci této organizace byl předsedou Komise pro mírovou činnost a zahraniční styky. Byl rovněž okrskovým vikářem českolipského vikariátu. V roce 1979 byl získán jako spolupracovník StB. S StB spolupracoval však pouze povrchně, navíc se úmyslně dekonspiroval a spolupráce byla po čase ukončena.
Za svého působení v Jestřebí administroval také excurrendo některé okolní farnosti (Holany, Brenná, Pavlovice ...). V Jestřebí započal celkovou rekonstrukci farního kostela. Rekonstrukce byla dokončena až několik let po jeho smrti. Zemřel v květnu roku 1989.